# Shortline

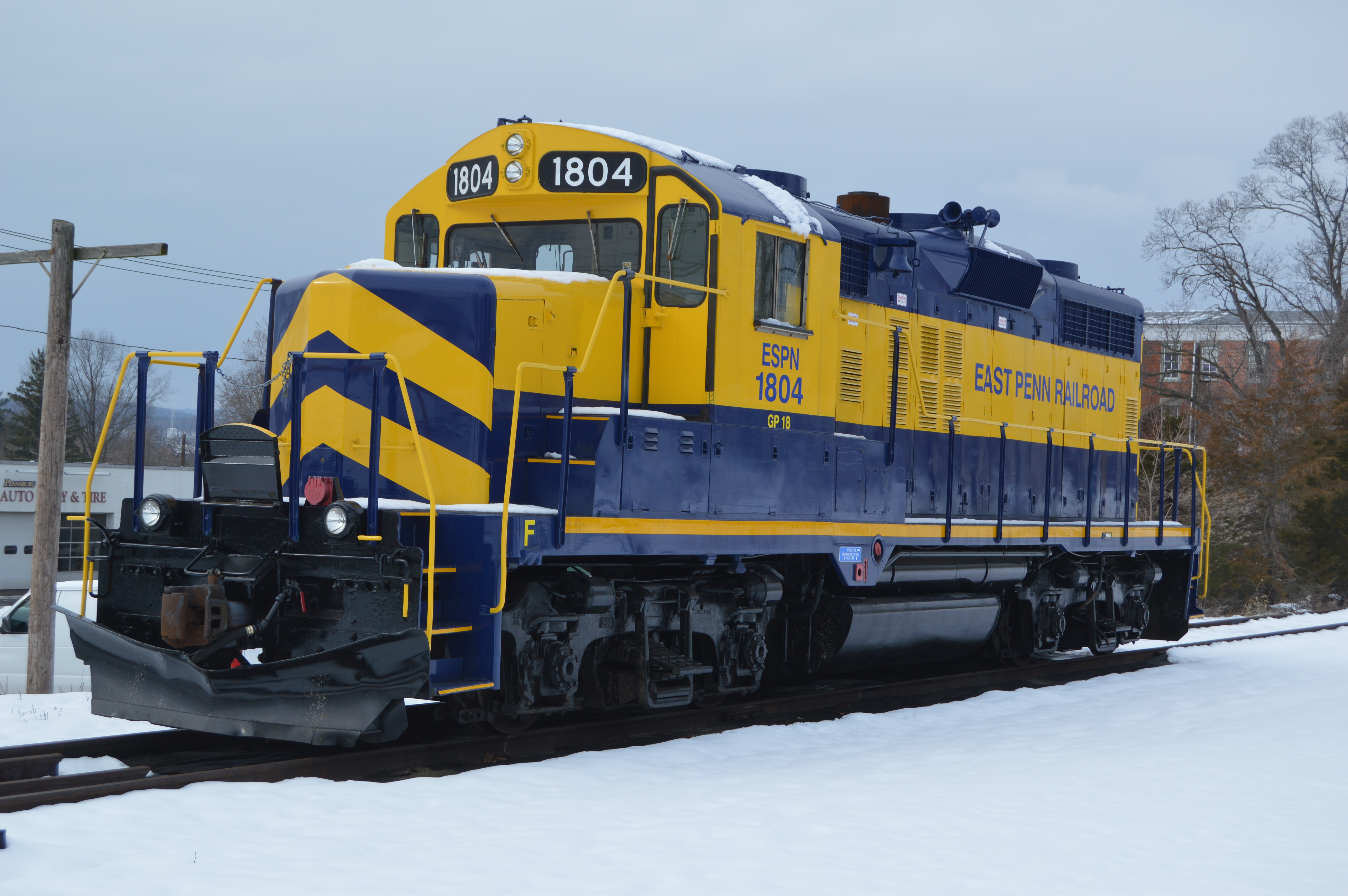
Locomotive du au terminus de la ligne à Pennsburg, Pennsylvanie. La compagnie exploite plusieurs short-lines non connectées pour un total de 180 kilomètres de voies.

Aux États-Unis et au Canada principalement, shortline (ou short-line) désigne une compagnie de chemin de fer de petite ou moyenne taille qui fonctionne sur une distance relativement courte par rapport à un chemin de fer d'échelle nationale de classe I. Aux États-Unis, les chemins de fer sont classés par leurs recettes d'exploitation par le Surface Transportation Board, et la plupart des shortline sont des chemins de fer de classe III, ou parfois de classe II.
Les shortlines existent généralement pour l'une des trois raisons suivantes :
- lier entre elles deux industries ayant un trafic ferroviaire en commun (par exemple, un gisement de plâtre et une usine de plaques de plâtre, ou une mine de charbon et une centrale thermique) ;
- permettre des échanges de trafics entre d'autres compagnies de chemin de fer, généralement plus grandes ;
- permettre un service de chemin de fer touristique.

Souvent, ces courtes lignes existent pour ces trois raisons.

## Nom
Le terme de shortline vient de l'anglais shortline railway, traduisible par « ligne courte de chemin de fer » ; beaucoup de shortlines étant une ligne de quelques kilomètres (entre une dizaine et quelques centaines). Il est parfois traduit en français en « chemin de fer secondaire » ou, au Nouveau-Brunswick, « chemin de fer de courtes lignes ». Au Québec, l'Office québécois de la langue française recommande l'emploi du terme « chemin de fer d'intérêt local » plutôt que « chemin de fer secondaire », dont le sens est jugé plus général,.

## Histoire
Au début des chemins de fer, presque toutes les lignes sont shortlines, agréés, financées et exploitées localement. Quand l'industrie du chemin de fer a gagné en maturité, les lignes locales ont été fusionnées ou acquises pour créer de plus grandes compagnies de fer.
Depuis 1980 aux États-Unis et 1990 au Canada, de nombreuses shortlines ont été établies lorsque les grandes compagnies de chemin de fer vendu ou abandonné des lignes à faible profit. Les opérateurs de shortlines ont besoin de moins de main d'œuvre, et ont moins de frais généraux et de coûts liés à la réglementation que les chemins de fer de classe I. Par conséquent, ils sont souvent en mesure d'exploiter des lignes peu rentables qui faisaient perdre de l'argent à leurs propriétaires d'origine.

## Classification
En raison de leur petite taille et généralement de leurs faibles revenus, la grande majorité des shortline aux États-Unis sont classés par l'Association of American Railroads comme de la Classe III. Le Surface Transportation Board définit la classe III comme est un chemin de fer avec des recettes d'exploitation annuelles de moins de 28 millions de dollars par an. Au Canada, Transports Canada classe les lignes ferroviaires sur courtes distances comme de classe II.
Il existe trois types de shortlines aux États-Unis : de manutention, de desserte, et ISS (Interline Settlement System - système d'échange inter-réseau).
- Les shortlines de manutention (handling shortlines) n'existent que pour déplacer des wagons sur les voies de plus grandes compagnies de chemins de fer. Ces shortlines ne sont pas listés dans l'itinéraire sur le bordereau d'expédition d'un wagon. Les shortlines de manutention, peuvent avoir des ententes de compensation avec les plus grandes compagnies de chemins de fer dont ils sont les sous-traitants afin qu'ils ne dépendent pas des taux appliqués par wagons.
- Les shortlines de desserte (switch shortlines) sont semblables aux précédentes mais sont répertoriées dans le bordereau d'expédition des wagons, et ils perçoivent une redevance pour chaque wagon qu'ils se déplacent sur leurs voies.
- Les shortlines ISS (Interline Settlement System - système d'échange inter-réseau), fonctionnent de la même manière que les compagnies de classe I et II. Ils sont inclus dans les itinéraires de wagons. Ils émettent les factures des chemins de fer pour les marchandises provenant de leurs lignes. Pour les charges qui ne sont pas originaires sur leurs lignes, les ISS peuvent toujours percevoir une partie du taux de fret.

## Liste des shortlines par province du Canada des États-Unis
Les shortlines en activité sont les suivantes (liste non exhaustive) :

### Colombie Britannique
| Compagnie                            | Identifiant AAR |
| ------------------------------------ | --------------- |
| Southern Railway of British Columbia | SRY             |
| Southern Railway of Vancouver Island | SVI             |

## Liste des shortlines par l'état des États-Unis
Les shortlines en activité sont les suivantes (liste non exhaustive) :

### Alabama
| Compagnie                                | Identifiant AAR |
| ---------------------------------------- | --------------- |
| Alabama and Tennessee River Railway (en) | ATN             |
| Alabama Southern Railroad (en)           | ABS             |
| Alabama Warrior Railway (en)             | ABWR            |
| Birmingham Southern Railroad (en)        | BS              |
| CG Railway (en)                          | CGR             |
| Chattahoochee and Gulf Railroad (en)     | CHAT            |
| Conecuh Valley Railroad (en)             | COEH            |
| Autauga Northern Railroad (en)           | AUT             |
| Wiregrass Central Railroad (en)          | WGCR            |

### Arizona
| Compagnie AAR                            | Identifiant AAR |
| ---------------------------------------- | --------------- |
| Apache Railway (en)                      | APA             |
| Arizona and California Railroad (en)     | ARZC            |
| Arizona Central Railroad (en)            | AZCR            |
| Arizona Eastern Railway (en)             | AZER            |
| Copper Basin Railway (en)                | CBRY            |
| San Pedro and Southwestern Railroad (en) | SPSR            |

### Arkansas
| Compagnie                                 | Identifiant AAR |
| ----------------------------------------- | --------------- |
| Arkansas and Missouri Railroad (en)       | AM              |
| Arkansas Southern Railroad (en)           | ARS             |
| Dardanelle and Russellville Railroad (en) | DR              |
| Fort Smith Railroad                       | FSR             |

### Californie
| Compagnie                                   | Identifiant AAR |
| ------------------------------------------- | --------------- |
| California Northern Railroad (en)           | CFNR            |
| Carrizo Gorge Railway (en)                  | CZRY            |
| Central California Traction (en)            | CCT             |
| Disneyland Railroad                         | (DRR)           |
| McCloud Railway (en)                        | CZRY            |
| Pacific Harbor Line (en)                    | PHL             |
| Pacific Sun Railroad (en)                   | PSRR            |
| Richmond Pacific Railroad (en)              | RPRC            |
| San Diego and Imperial Valley Railroad (en) | SDIY            |
| San Francisco Bay Railroad                  | SFBR            |
| Santa Maria Valley Railroad (en)            | SMV             |
| Sierra Northern Railway (en)                | SERA            |
| Trona Railway (en)                          | TRC             |

### Caroline du Nord
| Compagnie                                   | Identifiant AAR |
| ------------------------------------------- | --------------- |
| Aberdeen, Carolina and Western Railway (en) | ACWR            |
| Aberdeen and Rockfish Railroad (en)         | AR              |
| Alexander Railroad (en)                     | ARC             |
| Atlantic and Western Railway (en)           | ATW             |
| Carolina Central Railway                    |                 |
| Carolina Coastal Railway (en)               | CLNA            |
| Caldwell County Railroad (en)               | CWCY            |
| Great Smoky Mountains Railroad (en)         | GSMR            |
| Winston-Salem Southbound Railway (en)       | WSS             |
| Yadkin Valley Railroad (en)                 | YVRR            |

### Caroline du sud
| Compagnie                             | Identifiant AAR |
| ------------------------------------- | --------------- |
| Carolina Southern Railroad (en)       | CALA            |
| Greenville and Western Railway (en)   | GRLW            |
| Hampton and Branchville Railroad (en) | HB              |
| Lancaster and Chester Railroad (en)   | LC              |
| Pee Dee River Railway (en)            | PDRR            |
| Pickens Railway (en)                  | PICK            |
| South Carolina Central Railroad (en)  | SCRF            |

### Colorado
| Compagnie                             | Identifiant AAR |
| ------------------------------------- | --------------- |
| Denver Rock Island Railroad (en)      | DRIR            |
| San Luis and Rio Grande Railroad (en) | SLRG            |

### Connecticut
| Compagnie                          | Identifiant AAR |
| ---------------------------------- | --------------- |
| Branford Steam Railroad (en)       | BRFD            |
| Central New England Railroad (en)  | CNZR            |
| Connecticut Southern Railroad (en) | CSOR            |

### Dakota du nord
| Compagnie                                  | Identifiant AAR |
| ------------------------------------------ | --------------- |
| Red River Valley and Western Railroad (en) | RRVW            |

### Dakota du Sud
| Compagnie                    | Identifiant AAR |
| ---------------------------- | --------------- |
| Dakota Southern Railway (en) | DSRC            |
| Ellis and Eastern (en)       | EE              |

### Delaware
| Compagnie                            | Identifiant AAR |
| ------------------------------------ | --------------- |
| Delaware Coast Line Railroad (en)    | DLCR            |
| Delmarva Central Railroad (en)       | DCR             |
| East Penn Railroad (en)              | ESPN            |
| Maryland and Delaware Railroad (en)  | MDDE            |
| Wilmington and Western Railroad (en) | WWRC            |

### Floride
| Compagnie                           | Identifiant AAR |
| ----------------------------------- | --------------- |
| Apalachicola Northern Railroad (en) | AN              |
| Bay Line Railroad                   | BAYL            |
| Seminole Gulf Railway (en)          | SGLR            |
| South Central Florida Express (en)  | SCFE            |
| Walt Disney World Railroad          | (WDWRR)         |

### Géorgie
| Compagnie                              | Identifiant AAR |
| -------------------------------------- | --------------- |
| Chattahoochee Industrial Railroad (en) |                 |
| Georgia Central Railway (en)           | GC              |
| Georgia Northeastern Railroad (en)     |                 |
| Georgia Southwestern Railroad (en)     |                 |
| Sandersville Railroad (en)             | SAN             |
| St. Mary's Railroad (en)               | SM              |
| Valdosta Railway (en)                  | VR              |

### Illinois
| Compagnie                               | Identifiant AAR |
| --------------------------------------- | --------------- |
| Bloomer Line (en)                       | BLOL            |
| Central Illinois Railroad (en)          | CIRY            |
| Crab Orchard and Egyptian Railroad (en) | COER            |
| Decatur Junction Railway                | DT              |
| Eastern Illinois Railroad               | EIRC            |
| Foster Townsend Rail Logistics          | FTRL            |
| Illinois Railway (en)                   | IR              |
| Keokuk Junction Railway (en)            | KJRY            |
| Peoria and Western Railway              | PWRY            |
| Tazewell and Peoria Railroad (en)       | TZPR            |
| Toledo, Peoria and Western Railroad     | TPW             |

### Indiana
| Compagnie                                        | Identifiant AAR | Notes                                           |
| ------------------------------------------------ | --------------- | ----------------------------------------------- |
| Algers, Winslow and Western Railway (en)         | AWW             |                                                 |
| Bee Line Railroad (en)                           | BLEX            |                                                 |
| Central Indiana and Western Railroad (en)        | CEIW            |                                                 |
| Central Railroad Company of Indiana (en)         | CIND            |                                                 |
| Central Railroad Company of Indianapolis (en)    | CERA            |                                                 |
| Chesapeake and Indiana Railroad (en)             | CKIN            |                                                 |
| Chicago Fort Wayne and Eastern Railroad (en)     | CFE             |                                                 |
| Chicago South Shore and South Bend Railroad (en) | CSS             |                                                 |
| Dubois County Railroad (en)                      | DCRR            |                                                 |
| Elkhart and Western Railroad (en)                | EWR             |                                                 |
| Evansville Western Railway (en)                  | EVWR            |                                                 |
| Fulton County Railroad (en)                      | FC              |                                                 |
| Grand Elk Railroad (en)                          | GDLK            |                                                 |
| Honey Creek Railroad (en)                        | HCRR            |                                                 |
| Hoosier Southern Railroad (en)                   | HOS             |                                                 |
| Indian Creek Railroad (en)                       | ICRK            |                                                 |
| Indiana Harbor Belt Railroad (en)                | IHB             |                                                 |
| Indiana Northeastern Railroad (en)               | IN              |                                                 |
| Indiana Southern Railroad (en)                   | ISRR            |                                                 |
| Indiana Southwestern Railway (en)                | ISW             |                                                 |
| Kankakee, Beaverville and Southern Railroad (en) | KBSR            |                                                 |
| Louisville and Indiana Railroad (en)             | LIRC            |                                                 |
| Lucas Oil Rail Line (en)                         | LORL            |                                                 |
| Madison Railroad (en)                            | CMPA            |                                                 |
| Toledo, Peoria and Western Railway               | TPW             | Longueur des lignes exploitées : 398 kilomètres |
| Vermilion Valley Railroad (en)                   | VVRR            |                                                 |

### Iowa
| Compagnie                                | Identifiant AAR |
| ---------------------------------------- | --------------- |
| Appanoose County Community Railroad (en) | APNC            |
| Burlington Junction Railway (en)         | BJRY            |
| Cedar Rapids and Iowa City Railway (en)  | CIC             |
| Iowa Northern Railway (en)               | IANR            |

### Kansas
| Compagnie                             | Identifiant AAR |
| ------------------------------------- | --------------- |
| Kaw River Railroad (en)               | KAW             |
| Kansas & Oklahoma Railroad (en)       | KO              |
| Kansas City Terminal Railway (en)     | KCT             |
| Kyle Railroad (en)                    | KYLE            |
| South Kansas & Oklahoma Railroad (en) | SKOL            |

### Louisiane
| Compagnie                               | Identifiant AAR | Notes                             |
| --------------------------------------- | --------------- | --------------------------------- |
| Baton Rouge Southern Railroad (en)      | BRS             | appartient à Watco Companies (en) |
| Louisiana Southern Railroad (en)        | LAS             |                                   |
| New Orleans and Gulf Coast Railway (en) | NOGC            |                                   |

### Maine
| Compagnie                                | Identifiant AAR |
| ---------------------------------------- | --------------- |
| Eastern Maine Railway (1995) (en)        | EMRY            |
| Maine Eastern Railroad (en)              | MERR            |
| Maine Northern Railway (en)              | MNRY            |
| Chemin de fer Saint-Laurent & Atlantique | SLR             |

### Maryland
| Compagnie                           | Identifiant AAR |
| ----------------------------------- | --------------- |
| Bay Coast Railroad (en)             | BCR             |
| Delmarva Central Railroad (en)      | DCR             |
| Maryland and Delaware Railroad (en) | MDDE            |
| Maryland Midland Railway (en)       | MMID            |

### Massachusetts
| Compagnie                           | Identifiant AAR |
| ----------------------------------- | --------------- |
| Grafton and Upton Railroad (en)     | GU              |
| Massachusetts Central Railroad (en) | MCER            |

### Michigan
| Compagnie                                | Identifiant AAR |
| ---------------------------------------- | --------------- |
| Adrian and Blissfield Railroad (en)      | ADBF            |
| Charlotte Southern Railroad (en)         | CHS             |
| Detroit Connecting Railroad (en)         | DCON            |
| Escanaba and Lake Superior Railroad (en) | ELS             |
| Grand Elk Railroad (en)                  | GDLK            |
| Lake Superior and Ishpeming Railroad     | LSI             |
| Lapeer Industrial Railroad (en)          | LIRR            |
| Tecumseh Branch Connecting Railroad (en) | TCBY            |

### Minnesota
| Compagnie                   | Identifiant AAR |
| --------------------------- | --------------- |
| Progressive Rail, Inc. (en) | PGR             |

### Missouri
| Compagnie                                       | Identifiant AAR |
| ----------------------------------------------- | --------------- |
| Kansas City Terminal Railway (en)               | KCT             |
| Terminal Railroad Association of St. Louis (en) | TRRA            |

### Mississippi
| Compagnie                              | Identifiant AAR |
| -------------------------------------- | --------------- |
| Meridian Southern Railway (en)         | MDS             |
| Mississippi Southern Railroad          | MSR             |
| Mississippi Delta Railroad (en)        | MDR             |
| Mississippian Railway Cooperative (en) | MSRW            |
| Vicksburg Southern Railroad (en)       | VSOR            |

### Nebraska
| Compagnie                                  | Identifiant AAR |
| ------------------------------------------ | --------------- |
| Brandon Corporation (en)                   | BRAN            |
| Fremont and Elkhorn Valley Railroad (en)   | FEVR            |
| Kyle Railroad (en)                         | KYLE            |
| Nebkota Railway (en)                       | NRI             |
| Nebraska Central Railroad (en)             | NCRC            |
| Nebraska Northeastern Railway (en)         | NENE            |
| Nebraska Northwestern Railroad (en)        | NNW             |
| Nebraska, Kansas and Colorado RailNet (en) | NKC             |
| Omaha, Lincoln and Beatrice Railway (en)   | OLB             |
| Sidney and Lowe Railroad (en)              | SLGG            |

### New Jersey
| Compagnie                                       | Identifiant AAR |
| ----------------------------------------------- | --------------- |
| Belvidere and Delaware River Railway (en)       | BDRV            |
| Morristown & Erie Railway (en)                  | ME              |
| New York and Greenwood Lake Railway (1996) (en) | NYGL            |
| SMS Rail Lines (en)                             | SLRS            |
| Southern Railroad of New Jersey (en)            | SRNJ            |
| Winchester and Western Railroad (en)            | WW              |

### New Mexico
| Compagnie                      | Identifiant AAR |
| ------------------------------ | --------------- |
| Arizona Eastern Railway (en)   | AZER            |
| Santa Fe Southern Railway (en) | SFS             |
| Southwestern Railroad (en)     | SW              |
| Texas-New Mexico Railroad (en) | TNMR            |

### New York
| Compagnie                                       | Identifiant AAR |
| ----------------------------------------------- | --------------- |
| Bath and Hammondsport Railroad (en)             | BH              |
| Batten Kill Railroad (en)                       | BKRR            |
| Depew, Lancaster and Western Railroad (en)      | DLWR            |
| Falls Road Railroad (en)                        | FRR             |
| Finger Lakes Railway (en)                       | FGLK            |
| Livonia, Avon and Lakeville Railroad (en)       | LAL             |
| Ontario Central Railroad (en)                   | ONCT            |
| Ontario Midland Railroad (en)                   | OMID            |
| Buffalo Southern Railroad (en)                  | BSRR            |
| Arcade and Attica Railroad (en)                 | ARA             |
| New York and Atlantic Railway (en)              | NYA             |
| Rochester and Southern Railroad (en)            | RSR             |
| Western New York and Pennsylvania Railroad (en) | WNYP            |

### Oklahoma
| Compagnie                                 | Identifiant AAR |
| ----------------------------------------- | --------------- |
| Arkansas Southern Railroad (en)           | ARS             |
| Blackwell Northern Gateway Railroad (en)  | BNG             |
| Farmrail (en)                             | FMRC            |
| Hollis and Eastern Railroad (en)          | HE              |
| Kiamichi Railroad (en)                    | KRR             |
| Northwestern Oklahoma Railroad (en)       | NOKR            |
| Sand Springs Railway (en)                 | SS              |
| Stillwater Central Railroad (en)          | SLWC            |
| Texas, Oklahoma and Eastern Railroad (en) | TOE             |
| Wichita, Tillman and Jackson Railway (en) | WTJR            |

### Ohio
| Compagnie                                  | Identifiant AAR |
| ------------------------------------------ | --------------- |
| Ashland Railway (en)                       | ASRY            |
| Cuyahoga Valley Scenic Railroad (en)       | CVSR            |
| Napoleon, Defiance & Western Railroad (en) | ND&W            |
| Ohio Central Railroad (en)                 | OHCR            |
| Ohio Terminal Railway (en)                 | OHIO            |
| Ohio Valley Railroad                       | OVR, OVRX       |
| Toledo Lake Erie & Western (en)            | TLEW            |

### Oregon
| Compagnie                              | Identifiant AAR |
| -------------------------------------- | --------------- |
| Albany & Eastern Railroad (en)         | AERC            |
| City of Prineville Railway (en)        | COPR            |
| Coos Bay Rail Link (en)                | CBR             |
| Idaho Northern & Pacific Railroad (en) | INPR            |
| Klamath Northern Railway (en)          | KNOR            |
| Modoc Northern Railroad (en)           | MHRR            |
| Mount Hood Railroad (en)               | MH              |
| Oregon Pacific Railroad (en)           | OPR             |
| Palouse River & Coulee City Railroad   | PCC             |
| Peninsula Terminal Railroad            | PT              |
| Port of Tillamook Bay Railroad (en)    | POTB            |
| Portland Terminal Railroad (en)        | PTO             |
| Wallowa Union Railroad Authority (en)  | WURR            |
| WCTU Railway (en)                      | WCTR            |
| Willamette Valley Railway (en)         | WVR             |
| Wyoming Colorado Railroad (en)         | WYCO            |

### Pennsylvanie

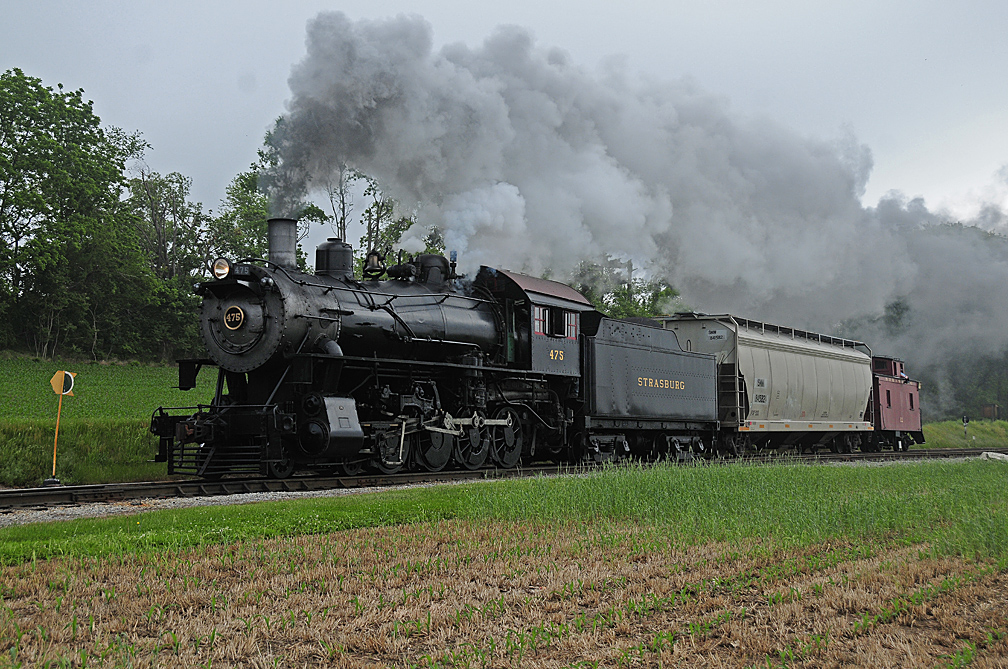
Le Strasburg RR est une shortline touristique faisant également du transport de wagon isolé.

| Compagnie                                        | Identifiant AAR |
| ------------------------------------------------ | --------------- |
| Allegheny Valley Railroad (en)                   | AVR             |
| Delaware-Lackawanna Railroad (en)                | DL              |
| East Penn Railroad (en)                          | ESPN            |
| Pennsylvania Northeastern Railroad (en)          | PN              |
| Pittsburgh and Ohio Central Railroad (en)        | POHC            |
| Middletown and Hummelstown Railroad (en)         | MIDH            |
| New Hope and Ivyland Railroad (en)               | NHRR            |
| Reading Blue Mountain and Northern Railroad (en) | RBMN            |
| Shamokin Valley Railroad (en)                    | SVRR            |
| Strasburg Rail Road (en)                         | SRC             |

### Tennessee
| Compagnie                           | Identifiant AAR |
| ----------------------------------- | --------------- |
| East Tennessee Railway (en)         | ETRY            |
| Nashville and Eastern Railroad (en) | NERR            |

### Texas
| Compagnie                                      | Identifiant AAR |
| ---------------------------------------------- | --------------- |
| Alamo Gulf Coast Railroad (en)                 | AGCR            |
| Alliance Terminal Railroad (en)                | ATR             |
| Angelina and Neches River Railroad (en)        | ANR             |
| Austin Western Railroad (en)                   | AWRR            |
| Blacklands Railroad (en)                       | BLR             |
| Dallas, Garland and Northeastern Railroad (en) | DGNO            |
| Fort Worth and Western Railroad (en)           | FWWR            |
| Galveston Railroad (en)                        | GVSR            |
| Georgetown Railroad (en)                       | GRR             |
| Gulf, Colorado and San Saba Railroad (en)      | GCSR            |
| Moscow, Camden and San Augustine Railroad (en) | MCSA            |
| Pecos Valley Southern Railway (en)             | PVS             |
| Point Comfort and Northern Railway (en)        | PCN             |
| Sabine River and Northern Railroad (en)        | SRN             |
| Texas and Northern Railway                     | TN              |
| Timber Rock Railroad (en)                      | TIBR            |

### Utah
| Compagnie    | Identifiant AAR | Note                                |
| ------------ | --------------- | ----------------------------------- |
| Utah Railway | UTAH            | Également présent dans le Colorado. |

### Vermont
| Compagnie                    | Identifiant AAR |
| ---------------------------- | --------------- |
| Green Mountain Railroad (en) | GMRC            |
| New England Central          | NECR            |

### Virginie
| Compagnie                                 | Identifiant AAR |
| ----------------------------------------- | --------------- |
| Bay Coast Railroad (en)                   | BCR             |
| Buckingham Branch Railroad (en)           | BB              |
| Chesapeake and Albemarle Railroad (en)    | CA              |
| Commonwealth Railway (en)                 | CWRY            |
| North Carolina and Virginia Railroad (en) | NCVA            |
| Shenandoah Valley Railroad (en)           | SV              |
| Virginia Southern Railroad (en)           | VSRR            |
| Winchester and Western Railroad (en)      | WW              |

### Virginie occidentale
| Compagnie               | Identifiant AAR |
| ----------------------- | --------------- |
| Big Eagle Railroad (en) | BER             |

### Washington
| Compagnie                                | Identifiant AAR |
| ---------------------------------------- | --------------- |
| Ballard Terminal Railroad (en)           | BDTL            |
| Cascade and Columbia River Railroad (en) | CSCD            |
| Eastern Washington Gateway Railroad (en) | EWG             |
| Columbia and Cowlitz Railway (en)        | CLC             |
| Puget Sound and Pacific Railroad (en)    | PSAP            |
| Tacoma Rail (en)                         | TMRW            |
| Pend Oreille Valley Railroad (en)        | POVA            |

### Wisconsin
| Compagnie                            | Identifiant AAR |
| ------------------------------------ | --------------- |
| East Troy Electric Railroad (en)     | ETER            |
| Wisconsin and Southern Railroad (en) | WSOR, WAMX      |

### Inter-états
| Compagnie                                                                        | Identifiant AAR |
| -------------------------------------------------------------------------------- | --------------- |
| Bay Line Railroad (Alabama et Floride)                                           | BAYL            |
| Chicago, Fort Wayne and Eastern Railroad (en)                                    | CFE             |
| Chicago South Shore and South Bend Railroad (en) (Illinois et Indiana)           | CSS             |
| Cimarron Valley Railroad (en) (Colorado, Kansas, et Oklaoma)                     | CVR             |
| Kankakee, Beaverville and Southern Railroad (en) (Illinois et Indiana)           | KBSR            |
| Genesee & Wyoming (opère 26 short-lines dont Rail Link)                          | RLIX            |
| New York New Jersey Rail, LLC (en) (New-Jersey et New-York)                      | NYNJ            |
| New York, Susquehanna and Western Railway (New-Jersey, New-York et Pennsylvanie) | NYSW            |
| Chemin de fer Saint-Laurent & Atlantique (Maine, New-Hampshire et Vermont)       | SLA             |
| Utah Railway (Colorado et Utah)                                                  | UTAH            |
| Watco Companies (en) (propriétaires de 17 short lines)                           | WATX, WAMX      |
| Wichita, Tillman and Jackson Railway (en) (Oklaoma et Texas)                     | WTJR            |
| Housatonic Railroad (en) (New England)                                           | HRRC            |

## Statistiques
Il a été signalé en 2009 sur les short-lines emploient 20 000 personnes aux États-Unis, et représentent 30% des voies ferrées du pays en longueur. Environ un quart de tout le fret ferroviaire se déplace au moins en partie sur une shortline.

## Dans d'autres pays
En France, l'équivalent des shortlines sont les « opérateurs ferroviaires de proximité ».